# Ján Ďurica
Ján Ďurica (Dunaszerdahely, 1981. december 10. –) szlovák válogatott labdarúgó. Jelenleg a szlovák FC Petržalka asszisztense.